# Nicola Cosimi
Nicola Cosimi (Loreto, 1667 - 1717) est un compositeur et violoniste italien.

## Biographie
Nicola Cosimi commence ses études musicales avec Arcangelo Corelli. En 1683, il devient membre de l'Académie Sainte-Cécile à Rome. Entre 1700 et 1705, il vit à Londres, pour un voyage musical avec son ami le violoncelliste Nicola Francesco Haym avec qui sa vie est étroitement liée. Ce voyage est organisé par le duc de Bedford Wriothesley Russell, qui a découvert le talent de Cosimi lors de son séjour à Rome, en 1698. Le violoniste dédie au noble 12 sonates pour violon et basse, qui rappellent l'opus 5 du maître Arcangelo Corelli. Lors de son séjour à Londres, Cosimi écrit d'autres compositions et se fait connaître par des concerts, des leçons et des conseils pour la construction d'instruments, ce qui lui vaut renommée et argent. 
Sur les dernières années de sa vie, il n'existe pas d'informations sûres. Il est très probablement mort à Rome en 1717.

## Compositions instrumentales
- 12 Sonate da camera a violino e violone o cembalo, op. 1 (dédiées au Duc de Bedford, 1702)